# 国鉄タキ5050形貨車
国鉄タキ5050形貨車（こくてつタキ5050がたかしゃ）は、かつて日本国有鉄道（国鉄）及び1987年（昭和62年）4月の国鉄分割民営化後は日本貨物鉄道（JR貨物）に在籍した私有貨車（タンク車）である。
本形式より改造され別形式となったタキ26200形についても本項目で解説する。

## タキ5050形
タキ5050形は、塩酸、塩酸及びアミノ酸専用の35t 積タンク車として1965年（昭和40年）から1981年（昭和56年）にかけて53ロット109両（コタキ5050 - コタキ5099、コタキ55050 - コタキ55099、コタキ65050 - コタキ65058）が、日本車輌製造、汽車製造、富士重工業、川崎重工業、日立製作所、三菱重工業、富士車輌の7社で製作された。うち4両は他形式（タキ5600形、タキ5650形）からの改造車である。
記号番号表記は特殊標記符号「コ」（全長 12 m 以下）を前置し「コタキ」と標記する。
落成時の所有者は、丸正産業、日新興業、日本曹達、住友商事、三井フロロケミカル、新日化産業、伊藤忠商事、日本トレーディング、鶴見曹達、関東電化工業、三谷産業、安宅産業、三井物産、錦商事、日本石油輸送、日本陸運産業、ソーダ商事、日軽化工、多木化学、大阪曹達、日新電化、西井、山陽国策パルプ、小西安、東亜合成化学工業の25社である。
1979年（昭和54年）10月より化成品分類番号「侵82」（侵食性の物質、腐食性物質、危険性度合1（大））が標記された。
タンク体材質は、一般構造用圧延鋼材 （SS41、現在のSS400）製であり、このため内部に腐食防止のためのゴムライニング処理が施されている。タンク体には「（内部ゴムライニング）」と標記された。
荷役方式は、タンク上部の液入管からの上入れ、液出管と空気管使用による上出し方式である。
寸法関係は多ロットのためロット毎の違いがあり全長は10,900mm - 11,900mm、全幅は2,420mm - 2,606mm、全高は3,860mm - 3,874mm、台車中心間距離は6,800mm - 7,800mm、実容積は29.6m3 - 31.8m3、自重は16.0t - 17.4t、換算両数は積車5.0、空車1.6である。
1987年（昭和62年）4月の国鉄分割民営化時には67両がJR貨物に継承されたが、徐々に廃車となり最後まで在籍した1両（コタキ55083）が2009年（平成21年）度に廃車となり同時に形式消滅となった。

### 年度別製造数
各年度による製造会社と両数、所有者は次のとおりである。（所有者は落成時の社名）
- 昭和40年度 - 3両
  - 日本車輌製造 1両 丸正産業（コタキ5050）
  - 汽車製造 1両 日新興業（コタキ5051）
  - 富士重工業 1両 日本曹達（コタキ5052）
- 昭和42年度 - 4両
  - 汽車製造 1両 住友商事（コタキ5053）
  - 汽車製造 2両 住友商事（コタキ5054 - コタキ5055）
  - 日本車輌製造 1両 日本曹達（コタキ5056）
- 昭和44年度 - 9両
  - 富士重工業 1両 三井フロロケミカル（コタキ5057）
  - 日本車輌製造 2両 住友商事（コタキ5058 - コタキ5059）
  - 富士重工業 1両 新日化産業（コタキ5060）
  - 日本車輌製造 2両 伊藤忠商事（コタキ5061 - コタキ5062）
  - 川崎重工業 1両 日新興業（コタキ5063）
  - 汽車製造 1両 日本トレーディング（コタキ5064）
  - 汽車製造 1両 鶴見曹達（コタキ5065）
- 昭和45年度 - 17両
  - 日本車輌製造 1両 三井フロロケミカル（コタキ5066）
  - 日本車輌製造 1両 三井フロロケミカル（コタキ5067）
  - 富士重工業（改造所） 1両 関東電化工業（コタキ5609→コタキ5068）
  - 富士重工業 3両 三谷産業（コタキ5069 - コタキ5071）
  - 汽車製造 2両 三谷産業（コタキ5072 - コタキ5073）
  - 富士重工業（改造所） 2両 関東電化工業（コタキ5652、コタキ5653→コタキ5074、コタキ5075）
  - 富士重工業（改造所） 1両 関東電化工業（コタキ5604→コタキ5076）
  - 川崎重工業 5両 三谷産業（コタキ5077 - コタキ5081）
  - 日本車輌製造 1両 丸正産業（コタキ5082）
- 昭和46年度 - 22両
  - 日立製作所 2両 三井フロロケミカル（コタキ5083 - コタキ5084）
  - 川崎重工業 2両 安宅産業（コタキ5085 - コタキ5086）
  - 日本車輌製造 4両 伊藤忠商事（コタキ5087 - コタキ5090）
  - 日本車輌製造 3両 三井物産（コタキ5091 - コタキ5093）
  - 富士重工業 2両 錦商事（コタキ5094 - コタキ5095）
  - 川崎重工業 7両 日本石油輸送（コタキ5096 - コタキ5099、コタキ55050 - コタキ55052）
  - 富士重工業 2両 三井フロロケミカル（コタキ55053 - コタキ55054）
- 昭和47年度 - 7両
  - 川崎重工業 5両 日本陸運産業（コタキ55055 - コタキ55059）
  - 富士重工業 2両 三井フロロケミカル（コタキ55060 - コタキ55061）
- 昭和48年度 - 13両
  - 富士重工業 3両 三谷産業（コタキ55062 - コタキ55064）
  - 日本車輌製造 1両 ソーダ商事（コタキ55065）
  - 富士重工業 3両 三井フロロケミカル（コタキ55066 - コタキ55068）
  - 川崎重工業 2両 日軽化工（コタキ55069 - コタキ55070）
  - 川崎重工業 1両 日軽化工（コタキ55071）
  - 川崎重工業 3両 多木化学（コタキ55072 - コタキ55074）
- 昭和49年度 - 15両
  - 富士重工業 1両 大阪曹達（コタキ55075）
  - 富士重工業 3両 三谷産業（コタキ55076 - コタキ55078）
  - 川崎重工業 2両 日新興業（コタキ55079 - コタキ55080）
  - 川崎重工業 3両 日新電化（コタキ55081 - コタキ55083）
  - 川崎重工業 3両 西井（コタキ55084 - コタキ55086）
  - 川崎重工業 3両 西井（コタキ55087 - コタキ55089）
- 昭和50年度 - 10両
  - 日本車輌製造 2両 ソーダ商事（コタキ55090 - コタキ55091）
  - 川崎重工業 2両 三谷産業（コタキ55092 - コタキ55093）
  - 三菱重工業 1両 山陽国策パルプ（コタキ55094）
  - 富士重工業 1両 関東電化工業（コタキ55095）
  - 富士重工業 1両 小西安（コタキ55096）
  - 日本車輌製造 1両 日本曹達（コタキ55097）
  - 日本車輌製造 1両 ソーダ商事（コタキ55098）
  - 日本車輌製造 1両 東亜合成化学工業（コタキ55099）
- 昭和51年度 - 2両
  - 日本車輌製造 2両 東亜合成化学工業（コタキ65050 - コタキ65051）
- 昭和52年度 - 2両
  - 富士車輌 1両 大阪曹達（コタキ65052）
  - 富士重工業 1両 三井フロロケミカル（コタキ65053）
- 昭和55年度 - 5両
  - 富士重工業 1両 関東電化工業（コタキ65054）
  - 日本車輌製造 3両 日本陸運産業（コタキ65055 - コタキ65057）
  - 川崎重工業 1両 関東電化工業（コタキ65058）

## タキ26200形
1985年（昭和60年）7月2日に日本車輌製造にてタキ5050形より1両（コタキ65052）が、35t積亜塩素酸ソーダ液専用車への専用種別変更改造が行われ、形式は新形式であるタキ26200形（コタキ26200）に変更された。
記号番号表記は特殊標記符号「コ」（全長 12 m 以下）を前置し「コタキ」と標記する。
種車は1977年（昭和52年）4月14日製造のタキ5050形では唯一の富士車輌製である。
改造内容は、タンク体内部のゴムライニングを撤去し、FRPライニングとした。このため外観上の変化はない。
本形式の他に亜塩素酸ソーダ液を専用種別とする形式には、タキ24500形の1形式があるのみである。
所有者は、大阪曹達（その後ダイソーに社名変更、現・大阪ソーダ）であり、その常備駅は、桜島線の安治川口駅であった。
化成品分類番号は「侵81」（侵食性の物質、腐食性物質、危険性度合2（中））が標記された。
塗色は、黒、全長は11,700mm、全幅は2,460mm、全高は3,869mm、台車中心間距離は7,500mm、実容積は29.1m3、自重は17.2t、換算両数は積車5.0、空車1.8、台車はベッテンドルフ式のTR225であった。
1998年（平成10年）12月に廃車となり、同時に形式消滅となった。